# Daumenpeilung

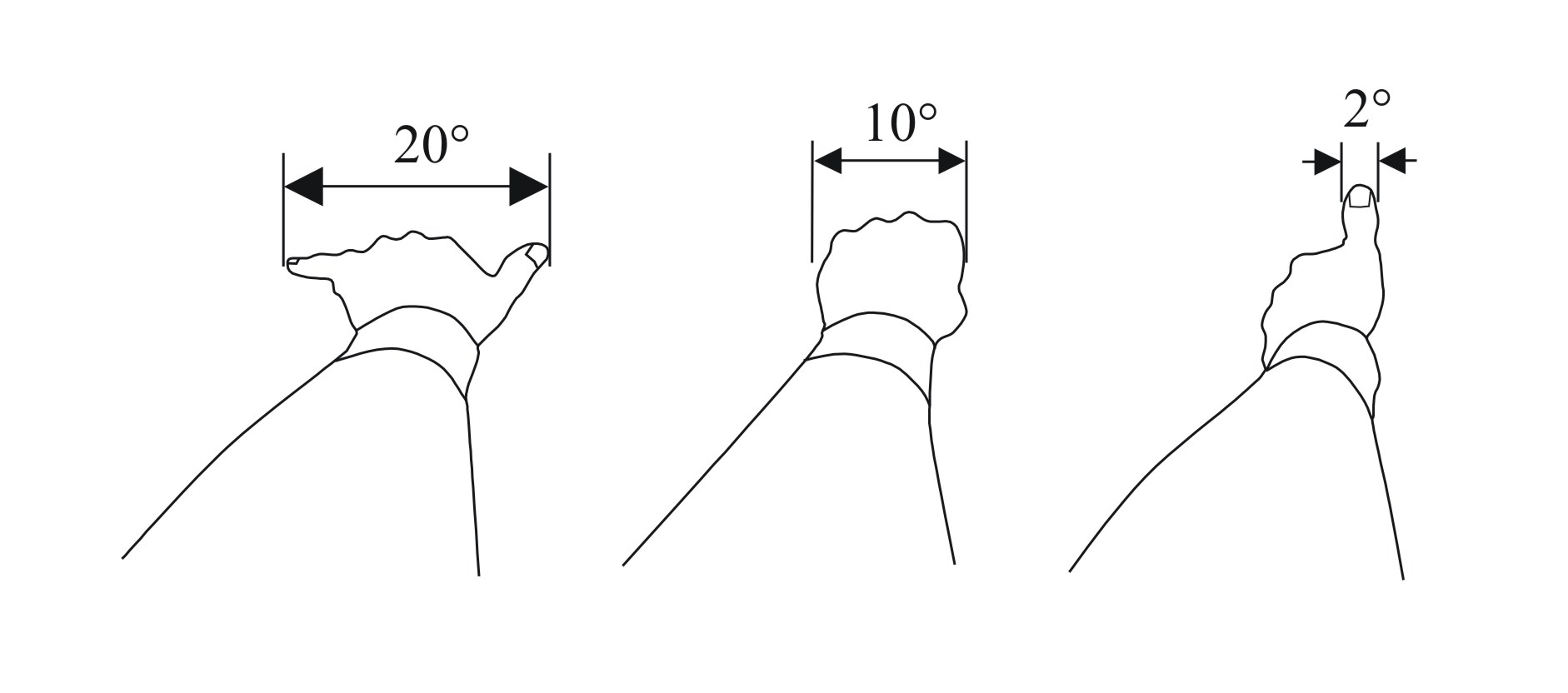
Peilung von Winkeln über den ausgestreckten Arm

Unter Daumenpeilung versteht man in der Nautik eine Winkelmessung mittels des ausgestreckten Daumens am ebenfalls ausgestreckten Arm. 
Da Körperabmessungen wie Daumenbreite und Armlänge grob proportional sind, ist der so gemessene Winkel von der absoluten Daumenbreite und der Körpergröße der messenden Person relativ unabhängig – wenngleich trotzdem vergleichsweise ungenau. Eine Daumenbreite entspricht etwa einem Winkel von 2° – wenn also beispielsweise der obere Rand der Sonne eine Daumenbreite über dem Horizont ist, wird die Sonne in acht Minuten untergegangen sein.
Ähnlich kann man mit der Hand messen: Vier Finger der Hand (an ihrer Wurzel) entsprechen einem Winkel von 8°, die gesamte Hand mit dem Daumen 10°, gespreizter Daumen und kleiner Finger spreizen einen Winkel von 20° auf.
Im übertragenen Sinne wird der Begriff „Daumenpeilung“ bzw. der Ausdruck „über den Daumen gepeilt“ für jede Art von überschlägiger und ungenauer Messung oder Schätzung verwendet.